# Oxyethira klingstedti
Oxyethira klingstedti is een schietmot uit de familie Hydroptilidae. De soort komt voor in het Palearctisch gebied.